# Captain Iglo

Ancienne image du Captain Iglo.

Captain Iglo est une marque de poissons panés fabriqués par la société Iglo.

## Marché
En France, Captain Iglo est en course derrière Findus pour la place de leader sur le marché des poissons panés. En octobre 2011, Alain-Dominique Faure, directeur général d'Iglo, annonçait être devenu leader des poissons préparés et des bâtonnets de poissons panés, une affirmation que la direction de Findus a réfuté.

## Mascotte
La mascotte est représentée par un vieux capitaine de la marine au cœur d'or qui passe son temps à pêcher du poisson pour le seul plaisir des enfants qui en raffolent.
Le Capitaine débarque sur les écrans français en 1967 et passe dès lors dans plusieurs publicités avec sa célèbre rengaine « du bon colin de Captain Iglo pour les enfants pour les plus grands et les plus costauds ».
Au début des années 2000, Iglo décide de remplacer le capitaine par un autre plus jeune, provoquant le mécontentement de quelques consommateurs. Finalement, le capitaine emblématique est restauré. 
L'acteur allemand Gerd Deutschmann, a incarné le Captain Iglo de 2008 à 2011.

## Détournements
Les Nuls ont parodié le produit dans un de leurs plus célèbres sketchs.
Le Joueur du Grenier a aussi parodié le personnage et le produit à plusieurs reprises. Comme dans Joueur du Grenier - Hors-série - Les publicités 2 ! ou même pendant le Zevent 2021 où il s'est déguisé pour distribuer des poissons panés à tous les streameurs de l'évènement caritatif.